# Sem (Tønsberg)
Sem is een voormalige gemeente en plaats in de Noorse gemeente Tønsberg, provincie Vestfold. Sem total telt 2147 inwoners (2007) en heeft een oppervlakte van 2,09 km².

## Geboren
- Johan Sverdrup (1816-1892), politicus